# Jeu de deck-building
 (mai 2020).
Si vous disposez d'ouvrages ou d'articles de référence ou si vous connaissez des sites web de qualité traitant du thème abordé ici, merci de compléter l'article en donnant les références utiles à sa vérifiabilité et en les liant à la section « Notes et références ».

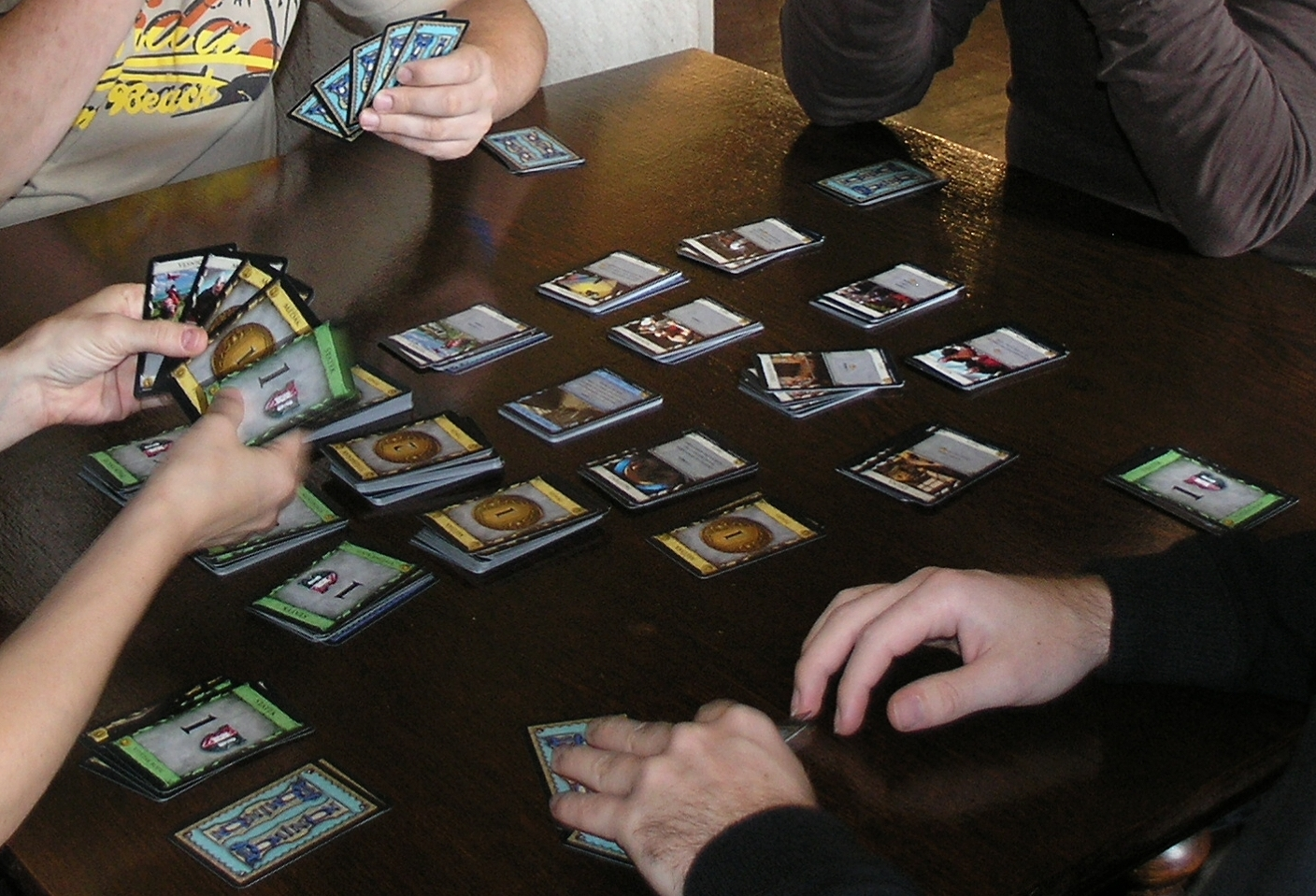
Groupe de personnes jouant à Dominion.

Le deck-building, parfois traduit en construction de pioche ou de paquet, est une mécanique de jeu de société, et en particulier de jeu de cartes, où les joueurs disposent d'un paquet de cartes qui leur est propre et qu'ils font évoluer au cours de la partie en fonction de la stratégie qu'ils souhaitent mettre en œuvre ,.

## Principe
De manière générale, chaque joueur d'un jeu de deckbuilding commence la partie avec une pioche et une main de cartes contenant des cartes de base. Il acquiert des cartes au cours de la partie pour améliorer son jeu, les nouvelles cartes étant plus intéressantes que celles de départ. Par exemple, elles peuvent fournir plus de ressources ou avoir des effets spécifiques.
Ces nouvelles cartes [re]intègrent son jeu d'une façon ou d'une autre (en général, elles sont placées dans sa défausse, et lorsque sa pioche est vide, il reconstitue sa pioche en mélangeant sa défausse, rendant ainsi disponibles les cartes récemment acquises). Le joueur choisit les nouvelles cartes à intégrer en fonction des cartes disponibles (qui peuvent être connues dès le début de la partie, ou être révélées petit à petit au fil du jeu), mais aussi en fonction d'une stratégie qu'il souhaite mettre en place pour remporter la partie. 
Si le début de chaque partie est souvent similaire, les joueurs doivent s'adapter aux cartes qui sont à leur disposition. Certaines mécaniques permettent également de supprimer des cartes de son jeu, permettant ainsi de l'épurer et de rendre l'accès aux meilleures cartes plus fréquent. Charge au joueur d'enrichir son jeu, de profiter des avantages de chacune des cartes et de bénéficier des combinaisons possibles lorsqu'il a les cartes en main.

## Apport dudeck-buildingau jeu
Cette invention a découlé des jeux de cartes à collectionner, souvent jugés trop onéreux, car pour améliorer son jeu et rester à niveau face aux adversaires, il faut acheter de nouvelles extensions.
Le deck-building quant à lui permet souvent une grande rejouabilité rien qu'avec la boîte de base. Des extensions peuvent apporter de nouvelles cartes, mais celles-ci ne sont pas nécessaires pour pouvoir jouer une partie équilibrée.
Le deck-building apporte aussi une différence majeure par rapport aux jeux de cartes à collectionner, en faisant de la construction de paquet le focus de chaque partie. Dans un jeu de cartes à collectionner, le paquet de cartes est construit avant la partie, puis il est testé en partie, pour ensuite être modifié et affiné avant la partie suivante. Une fois le paquet considéré comme optimum, le joueur ne fait plus que dérouler sa stratégie (en s'adaptant potentiellement au hasard du tirage de cartes). Une partie de deck-building cumule à la fois les éléments de réflexion liés à la construction du paquet (quelles cartes choisir pour quelles combinaisons et quels effets) avec la mise en œuvre et le test de la stratégie choisie. La partie suivante ne fera (en général) pas le même paquet et n'utilisera pas forcément les mêmes stratégies. Le deck-building s'installe donc moins dans le long terme et privilégie le renouvellement de l'expérience.

## Variantes
- Le bag-building (Orléans) où les cartes sont remplacées par des éléments à piocher dans un sac.
- Le dice-crafting (Dice Forge) où les cartes sont remplacées par des faces de dés.
- Le coin-building où les cartes sont remplacées par des pièces.

## Exemples de jeux représentatifs

### Jeux physiques
- Dominion : probablement le jeu le plus emblématique de cette mécanique et qui l'a popularisée[3],[4]. Les cartes servent généralement à mieux manipuler la pioche pour avoir accès à de fortes sommes d'argent permettant d'acheter les cartes « Domaines » valant le plus de points de victoire.

- Trains : les cartes achetées permettent de créer sur un plateau des lignes de train.

- Star Realms et sa variante fantastique Hero Realms : jeu essentiellement en duel, chaque joueur possède 50 points d'influence et doit acheter des cartes pour réduire l'influence de son adversaire à zéro, tout en se protégeant et augmentant sa capacité d'achat.

- Clank! : les ressources générées par les joueurs permettent aussi bien d'acheter des cartes ou des jetons que de se déplacer dans le donjon. Un malus supplémentaire, le « Clank! » (un cube de couleur du joueur glissé dans un sac) est une source de bruit gênant un dragon endormi, celui-ci peut se réveiller par moments et, en tirant aléatoirement les cubes de couleur, infliger les dégâts. Lorsqu'un héros attrape un trésor et sort du donjon, les autres joueurs n'ont que quelques tours pour sortir à leur tour, dans une mécanique de « stop ou encore ».

- Aeon's End : les différents joueurs coopèrent contre un gigantesque monstre attaquant le village. Les joueurs doivent dépenser leurs ressources pour acheter des sorts, pour ouvrir des portails, détruire l'armée des monstres accompagnant le boss tandis que le boss possède des attaques déstabilisantes et détruisant le village.

Certaines licences ont profité de l'engouement pour les jeux de deck-building pour proposer leur thème : Harry Potter, Saint Seiya ou encore Cowboy Bebop.

### Jeux vidéo
Certains jeux de deck-building utilisant des cartes physiques ont été adaptés pour être joués en ligne, contre d'autres joueurs humains (ex: Hearthstone, Marvel Snap ou Harry Potter: Magic Awakened) et/ou contre des programmes.
Il existe cependant aussi des jeux vidéo conçus pour être joués face à l'ordinateur et qui utilise le deck-building comme mécanique principale. C'est le cas notamment de Slay the Spire (jouable en solo uniquement) et Across the Obelisk (jouable par équipe jusqu'à quatre joueurs).